# Þorrablót
Þorrablót, también llamado Thurseblot es una fiesta de Islandia que se celebra durante el solsticio de invierno que tiene lugar en el mes de Thorri, que es el nombre del cuarto mes de invierno (mediados de enero hasta mediados de febrero) en el calendario islandés, una variante del calendario germánico. Martin Nilsson cree que la personificación de Þorri ("hielo") es exclusivo de Islandia.
Estos festivales se iniciaron en la segunda mitad del siglo XIX organizados por la asociación de estudiantes islandeses, el primero de ellos celebrado por dicha asociación en Copenhague, Dinamarca en 1873. Es una celebración que se inicia con una cena, donde los participantes recitan discursos y poemas, originalmente honrando al dios Thor. El sufijo blót aporta la referencia del paganismo nórdico.
Þorrablót pronto arraigó como una tradición en Islandia y son fiestas auspiciadas por muchas asociaciones, especialmente juveniles y de estudiantes que estuvieron muy implicadas en el proceso de independencia del país.
En 1958, un restaurante en el Reikiavik, Naustið, comenzó a ofrecer un plato con una selección de los alimentos que habían sido comunes en el paisaje gastronómico de Islandia, pero se habían convertido en rarezas en aquel momento. La comida se presentaba en rodajas sobre una tabla de madera a semejanza de los antiguos abrevaderos que se exhiben en el Museo Nacional de Islandia. El restaurante anunció este plato como Þorramatur, vinculando la iniciativa con la tradición de la Þorrablót. La idea fue bien recibida y servir el Þorramatur se ha convertido en una característica bien definida del Þorrablót.
En la actualidad Þorrablót es uno de los eventos más comunes entre los islandeses en todo el mundo, y puede tomar diferentes formas, desde una cena informal con amigos y familiares a grandes eventos organizados con representaciones teatrales o simplemente un baile después de la cena. Los grandes Þorrablót suelen estar organizados por asociaciones locales, asociaciones de islandeses residentes en el extranjero, y festivales campestres.

## Neopaganismo
La asociación confesional neopagana Ásatrúarfélagið, la rama islandesa de Ásatrú y primera organización neopagana reconocida por un Estado soberano, celebra el Þorrablót siendo una de las principales festividades de la confesión religiosa.